# Andreas Wiegel
Andreas Wiegel (Paderborn, 21 luglio 1991) è un calciatore tedesco, centrocampista dello Sportfreunde Lotte.

## Palmarès

### Club

#### Competizioni nazionali
- 3. Liga: 1

Duisburg: 2016-2017